# NGC 1730
NGC 1730 (другие обозначения — IC 2113, MCG -3-13-43, IRAS04573-1553, PGC 16499) — спиральная галактика с перемычкой (SBa) в созвездии Зайца. Открыта Фрэнком Ливенвортом в 1885 году. Описание Дрейера: «тусклый, довольно маленький, немного вытянутый объект, находится между двумя тусклыми звёздами». Наблюдавший галактику Ормонд Стоун предположил, что это двойная туманность. NGC 1730 относится к ярким инфракрасным галактикам.
Этот объект входит в число перечисленных в оригинальной редакции «Нового общего каталога».